# Маас-Рейнская операция
Маас-Рейнская операция или Рейнландская кампания (англ. Rhineland Campaign) — стратегическая военная операция войск союзников против немецкой армии, длившаяся с 8 февраля по 24 марта 1945 года с целью вторжения в западную Германию и захвата территории между реками Маасом и Рейном и выхода к Рейну.

## Стратегическая ситуация
В соответствии с планом, утверждённым участниками Мальтийской конференции, главнокомандующий союзными войсками на Западном фронте Д. Эйзенхауэр 1 февраля отдал приказ 21-й группе армий не позднее 8 февраля начать операцию по очищению территории между Маасом и Рейном.
План союзного командования состоял в том, чтобы ударами 1-й канадской армии южнее Арнема, а 9-й американской армии северо-восточнее Венло прорвать немецкую оборону, разгромить противника и занять всю территорию к западу от Рейна. В центре полосы 21-й группы армий должны были наступать на восток войска 2-й английской армии. 12-я группа армий должна была наступать в центре по направлению к городам Кёльн, Ремаген, Кобеленц, Оппенхейм, и на район Саар — с территории Бельгии и Люксембурга. 6-я группа армий должна наступать на Верхнем Рейне, с территории Эльзаса.

## Силы сторон

### Союзники
- 21-я группа армий (Б. Монтгомери) — 29 дивизий
  - 1-я канадская армия (Г. Крирар)
  - 2-я британская армия (М. Демпси)
  - 9-я американская армия (У. Симпсон)
- 12-я группа армий (О. Брэдли) — 24 дивизии
  - 1-я американская армия (К. Ходжес)
  - 3-я американская армия (Дж. Паттон)
  - 15-я американская армия (Л. Джероу)
- 6-я группа армий (Дж. Дэверс) — 21 дивизия
  - 7-я американская армия (А. Патч)
  - 1-я французская армия (Ж. де Латтр де Тассиньи)

### Германия
- Группа армий «B» (В. Модель)
  - 7-я полевая армия (Э. Бранденбергер)
  - 15-я полевая армия (Г. Занген)
  - 5-я танковая армия (Х. Мантойфель)
  - 6-я танковая армия СС (Й. Дитрих)
- Группа армий «H» (Й. Бласковиц)
  - 25-я полевая армия
  - 1-я парашютная армия
- Группа армий «G» (П. Хауссер)
  - 1-я полевая армия
  - 19-я полевая армия

## Ход операции
Кампания делилась на отдельные операции:
 
1) Veritable - наступление британских и канадских войск на северном участке фронта (Клеве);
2) Grenade - наступление американских войск на смежном участке фронта (Менхенгладбах);
3) Lumberjack - наступление американских войск на центральном участке фронта (Ремаген, Кёльн);
4) Undertone» - наступление американских и французских войск на южном участке фронта (Саарская область).
8 февраля 1-я и 3-я американские армии начали наступление на землю Рейнланд-Пфальц в Германии.
8 февраля 30-й корпус перешёл в наступление, преодолел полосу обеспечения противника и вышел к линии Зигфрида. К исходу 13 февраля союзные войска овладели городом Клеве, продвинувшись до 30 км. В дальнейшем наступление 9-й американской армии приостановилось из-за того, что в ряде районов низменную местность затопили прошедшие дожди.
10 февраля немецкое командование приказало открыть шлюзы и взорвать плотины на реке Рур, что заставило союзников отложить начало наступления 9-й американской армии на две недели.
К 3-й декаде февраля вода в реке Рур спала. 23 февраля союзные войска форсировали Рур. 23-25 февраля союзники расширили плацдарм до 32 км по фронту и около 16 км в глубину, овладев городом Эркеленц.
26 февраля 1-я канадская армия начала наступление, то есть приступила к осуществлению второго этапа операции. Положение немецких войск на левом берегу Рейна становилось всё более безнадёжным. 2 марта 9-я американская армия вышла к Рейну в районах Нёйса и восточнее Крефельда, а 3 марта заняла Гельдерн, где соединилась с частями 1-й канадской армии, наступавшими с севера.
1-я и 3-я американские армии продвигаясь через горное плато Эйфель, к 5 марта захватили город Трир, преодолели реки Мозель, Саар, Килль, а к 10 марта полностью очистили левый берег реки Мозель. 5 марта 1-я армия США атаковала Кёльн, и захватила его левобережную часть, но все мосты через Рейн в Кёльне немцы взорвали, и часть Кёльна на правом берегу Рейна взяли только к 12 апреля, в ходе Рурской операции.
7 марта американская 9-я танковая дивизия из 1-й армии захватила железнодорожный мост возле города Ремаген, и переправившись на правый берег Рейна, закрепилась на нём. В течение только одного дня американцы перебросили на правый берег по этому мосту 5 дивизий.
К 10 марта немцы, понёсшие тяжёлые потери в людях и технике, отступили на правый берег Рейна.
Переправившиеся через Рейн войска успешно расширяли плацдарм, когда утром 24 марта началась выброска воздушного десанта, предусмотренная планом командования. В ней участвовало 1700 транспортных самолётов и 1300 планеров. Десантные самолёты и планеры сопровождали 900 истребителей, а ещё 2100 истребителей патрулировали над районом высадки. Кроме того, 2500 тяжёлых и 820 средних бомбардировщиков во время выброски десанта нанесли удар по аэродромам, мостам и другим объектам Северо-Восточной Германии.
Десант, насчитывавший 21 тысячу человек, был выброшен на парашютах или высажен на планерах. После приземления десанту с 240 бомбардировщиков «Либерейтор» было сброшено 580 тонн грузов. Части десанта захватили ряд населенных пунктов и лесной массив севернее Везеля. Было взято в плен около 3500 солдат и офицеров противника. От зенитного огня и других средств противника 160 человек было убито, 500 ранено и 840 пропало без вести. Союзники потеряли 53 самолёта и 50 планеров.
При переправе 9-я армия потеряла 41 человека убитыми и 450 ранеными, 7 солдат пропали без вести. В последующие дни она, не встречая серьёзного сопротивления противника, продвигалась уже в глубь Германии.
К 24 марта 6-я группа армий очистила западный берег Рейна в своём секторе.
На этом закончилась Маас-Рейская операция.

## Результаты
В результате операции союзники захватили плацдарм на левом берегу Рейна и 7-26 марта на разных участках фронта переправились через Рейн:
1. 7 марта: 1-я американская армия — по железнодорожному мосту в городе Ремаген.
2. 22 марта: 3-я американская армия — вплавь на лодках возле города Оппенхайм.
3. 23-24 марта: 2-я английская, 1-я канадская и 9-я американская армии — в секторе города Везель.
4. 26 марта: 7-я американская и 1-я французская армии — возле города Мангейм на Верхнем Рейне.